# Eric Brown
Eric Brown (ur. 7 czerwca 1984) – amerykański lekkoatleta, który specjalizował się w rzucie oszczepem.
Dwukrotnie zdobywał złoty medal młodzieżowych mistrzostw NACAC (2004 i 2006). Odpadł w eliminacjach podczas mistrzostw świata w Osace w 2007. 
Stawał na podium mistrzostw National Collegiate Athletic Association.
Rekord życiowy: 78,12 (21 kwietnia 2006, Lawrence).

## Osiągnięcia
| Rok  | Impreza                             | Miejsce       | Lokata            | Wynik |
| ---- | ----------------------------------- | ------------- | ----------------- | ----- |
| 2004 | Młodzieżowe mistrzostwa NACAC (U23) | Sherbrooke    | 1. miejsce        | 73,11 |
| 2006 | Młodzieżowe mistrzostwa NACAC (U23) | Santo Domingo | 1. miejsce        | 68,79 |
| 2007 | Mistrzostwa świata                  | Osaka         | el. – 30. miejsce | 73,07 |